# Wapen van Geldermalsen

Het wapen van Geldermalsen is het wapen van de voormalige gemeente Geldermalsen, opgebouwd uit het oude wapen van Geldermalsen, met in het schildhoofd de fleur-de-lys van Rumpt en Meteren, het paard van Deil en een zuiltje van Buurmalsen. Vanaf 2019 is het wapen niet langer als gemeentewapen in gebruik omdat de gemeente Geldermalsen opging in de gemeente West Betuwe.

## Beschrijving
De beschrijving luidt:
"In keel 19 bezanten van goud, geplaatst 4,5,4,3,2 en 1: een schildhoofd van goud met een lelie van azuur, een stappend paard van sabel en een zuil van azuur. Het schild gedekt met een gouden kroon van 3 bladeren en 2 parels."

## Geschiedenis
Geldermalsen moet ooit tot de bezittingen hebben behoord van de graven en vorsten van Bentheim. Nadat deze verkocht werden aan de graaf van Gelre, heersten de broers Walraven en Theodoor van Benthem, die hetzelfde wapen bleven voeren, hoewel de verwantschap met de familie van Bentheim niet is vastgesteld. Op 24 december 1918 werd een wapen verleend aan Geldermalsen, de beschrijving luidt: "In keel 19 bezanten van goud, geplaatst 4,4,4,4,3. Het schild gedekt met een gouden kroon van 3 bladeren en 2 parelpunten." Het vertoont veel overeenkomt met de oudste versie van het oorspronkelijke wapen van Bentheim. Het is onbekend of de gemeente voor die tijd nog een ander wapen gevoerd heeft. Op 15 december 1978 wordt aan Geldermalsen, na de samenvoeging van de voormalige gemeenten Beesd, Buurmalsen, Deil en Geldermalsen, een nieuw wapen verleend. Voor het schildhoofd werd de kleur goud gekozen, omdat het aansluit bij de kleuren Châtillon van Beesd. In het schildhoofd werden elementen geplaatst afkomstig van de wapens van de voormalige gemeenten die samengingen in de nieuwe gemeente.

## Verwante wapens

Het voormalige wapen van Geldermalsen
Het wapen van Rumpt
Het wapen van Meteren
Het wapen van Deil
Het wapen van Buurmalsen